# Iglesia de Nuestra Señora de Bonanza
La ermita de Nuestra Señora de Bonanza se encuentra en el centro de El Paso, La Palma, Canarias. Este santuario del siglo XVIII destaca por su gran belleza y está considerado como la ermita de más calidad de toda la isla.

## Historia
La fundación de esta ermita se debe a la particular devoción del alférez Salvador Fernández, vecino del término, que solicitó licencia de la autoridad eclesiástica para poder edificarla en una de sus propiedades en el camino real. El doctor don Diego Vázquez Botello, deán y canónigo de la Santa Iglesia Catedral de Canarias y vicario general, resolvió esta petición el 19 de abril de 1691, autorizando el comienzo de la fábrica el 26 de mayo del mismo año.
El fundador hipotecó varias de sus propiedades, como compromiso para garantizar el mantenimiento del templo. No obstante, la ermita no se pudo acabar, quedando María Toledo, viuda del alférez Salvador Fernández, obligada por motivos económicos a renunciar y ceder todo el dominio, acción y derecho de Patronato que poseía sobre el templo, al capitán de don Juan Agustín de Sotomayor y Massieu con la condición de que acabara y perfeccionara el inmueble, en virtud de documento suscrito en Los Llanos, ante el escribano Francisco Nieves, el 12 de enero de 1722.
En este mismo año se produjo un largo litigio sobre los bienes de la fundación entre el nuevo propietario y María Rosa de León, viuda del alférez Juan de Acosta, de Tazacorte, que los disfrutaba.
La ermita se visitó por primera vez el 9 de julio de 1733 por la autoridad eclesiástica y se bendijo el mismo día, aunque no estaba terminada todavía. El resultado final sería un edificio de muy buena factura y, sin duda, como ermita, la de más calidad de toda la isla.

## Estructura
Sobre la puerta principal de cantería destaca la espadaña, también de cantería gris y concebida para tres campanas. Debajo de ésta una puerta rectangular con salida a un balcón tradicional. Todo el conjunto está enmarcado por unos bellos esgrafiados.
El artesonado de la capilla mayor, octogonal, tiene profusión de lazos mudéjares combinados con elementos ornamentales barrocos y rosetones de este mismo estilo, y el de la nave, de parhileras, cuenta con tres vigas ornamentadas también con lazos mudéjares.
Su pavimento, el mejor de toda la isla, es de cantería gris, en bajorrelieve en el presbiterio con un rosetón al centro, y el de la nave aparece colocado en forma geométrica y caprichosa, con piezas rectangulares y hexagonales.
El arco toral, de medio punto, es de cantería roja, y los capiteles, en piedra gris.
El retablo era barroco sobredorado, pero hoy se conservan del mismo solamente cuatro columnas salomónicas con guirnaldas de hojas de vid, rematadas por capiteles compuestos. La imagen de Nuestra Señora de Bonanza es propia de su época, de las llamadas de candelero, de vestir. Detrás del retablo, se encuentra el camarín de la Virgen en el que destaca sobremanera un magnífico techo barroco.
También forma parte del conjunto protegido de la Ermita de Nuestra Señora de Bonanza la casa de los señores, con un balcón de tea sostenido sobre pilastras de madera con bases de cantería.
Esta preciosa ermita goza hoy en día de protección y cuidados, sin embargo, su historia ha estado marcada por la desgracia y el abandono. En 1831 se usaba, aunque parezca increíble, de cuadra de animales, por lo tanto estaba lleno de suciedad y estiércol. El retablo estaba muy viejo comido de carcoma. Es de agradecer que se haya tomado conciencia de la importancia de esta obra única en las islas.

## Nueva Iglesia de Nuestra Señora de Bonanza
En el año 1897 se construyó la nueva iglesia que albergaría la imagen de Nuestra Señora de Bonanza. Este templo de estilo protorracionalista se estructura en cuatro gruesos muros enfoscados y pintados de blanco con elementos de cantería labrada. En su fachada, que da a una plaza de nueva construcción, se alza una torre, de 35 metros de altura, construida en mampostería, piedra y cal, con una gran cruz de hormigón que recorre toda la torre y queda rematada en un capitel.
La torre de la iglesia de El Paso es una torre de mediados del siglo XX. En su origen, se planeaba construir una iglesia de estilo gótico con dos torres a cada extremo, pero por las profundas reformas llevadas a cabo en el templo por aquellos años, y debido a los movimientos contrarios a la iglesia católica que florecían en aquella época, se optó por acabar cuanto antes el templo y dotarlo solo de una torre central.
La torre carece de estructura interior utilizable, pues únicamente posee unas escaleras para acceder a la cima. Consta de dos cuerpos: el inferior de planta cuadrada y el superior.
La decoración exterior está realizada en piedra resaltado combinado con piezas de azulejería formando diversas bandas que articulan la composición. Destaca la gran cruz en el primer cuerpo delantero junto con el reloj, mientras que en las otras caras se caracteriza por su vidriera lineal combinada en colores fríos.

## Galería de imágenes

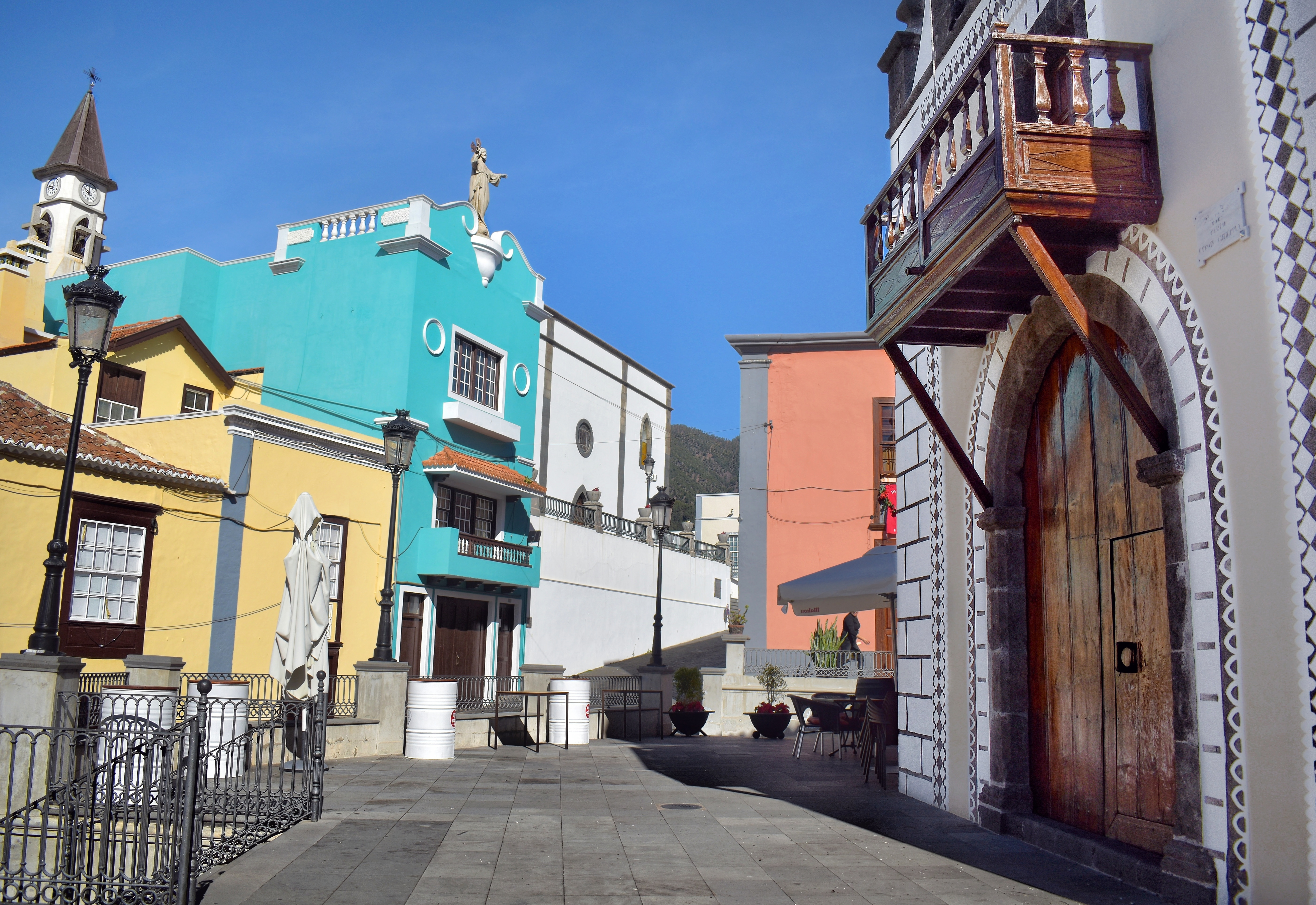
Vista lateral de la Ermita.
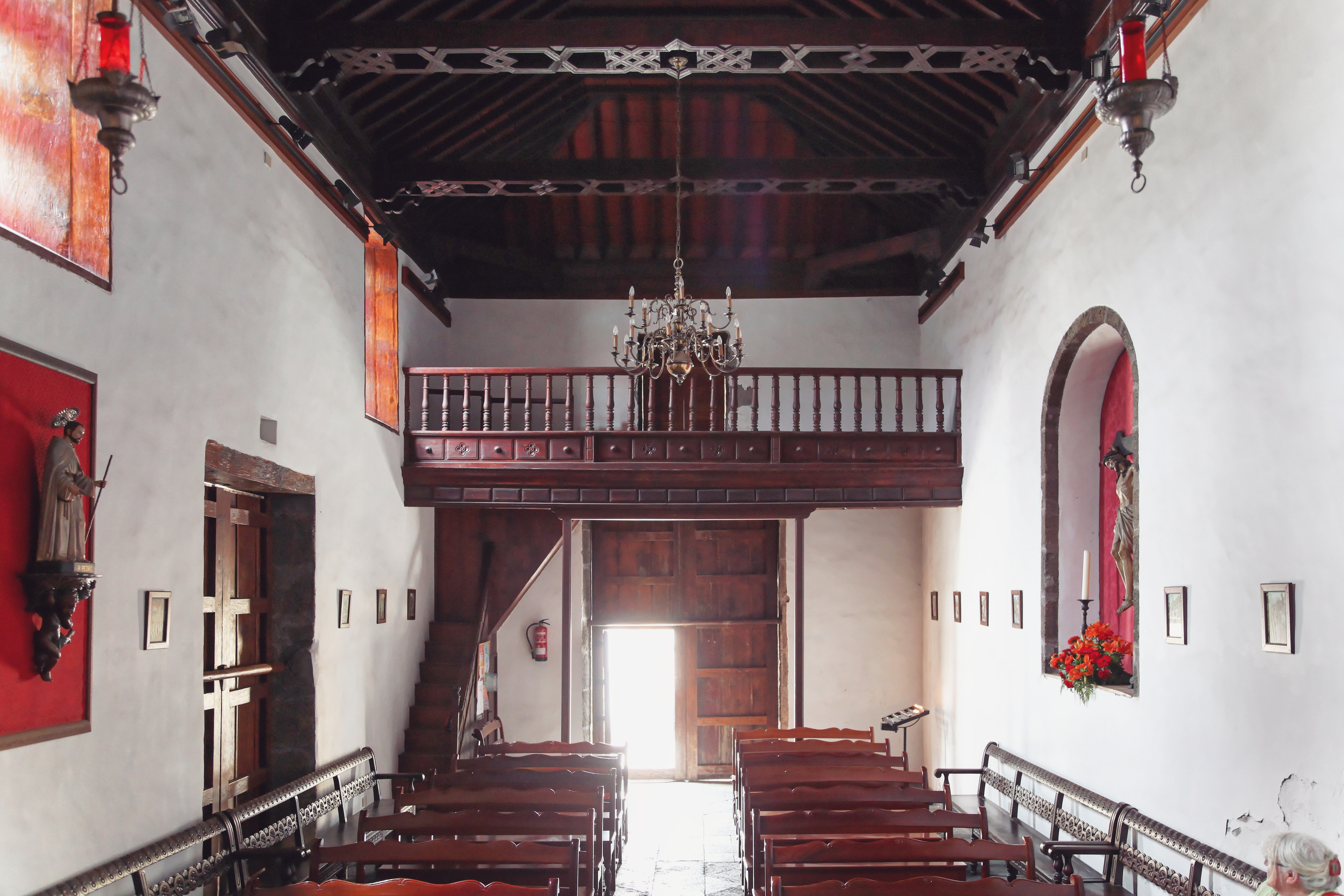
Interior de la Ermita.
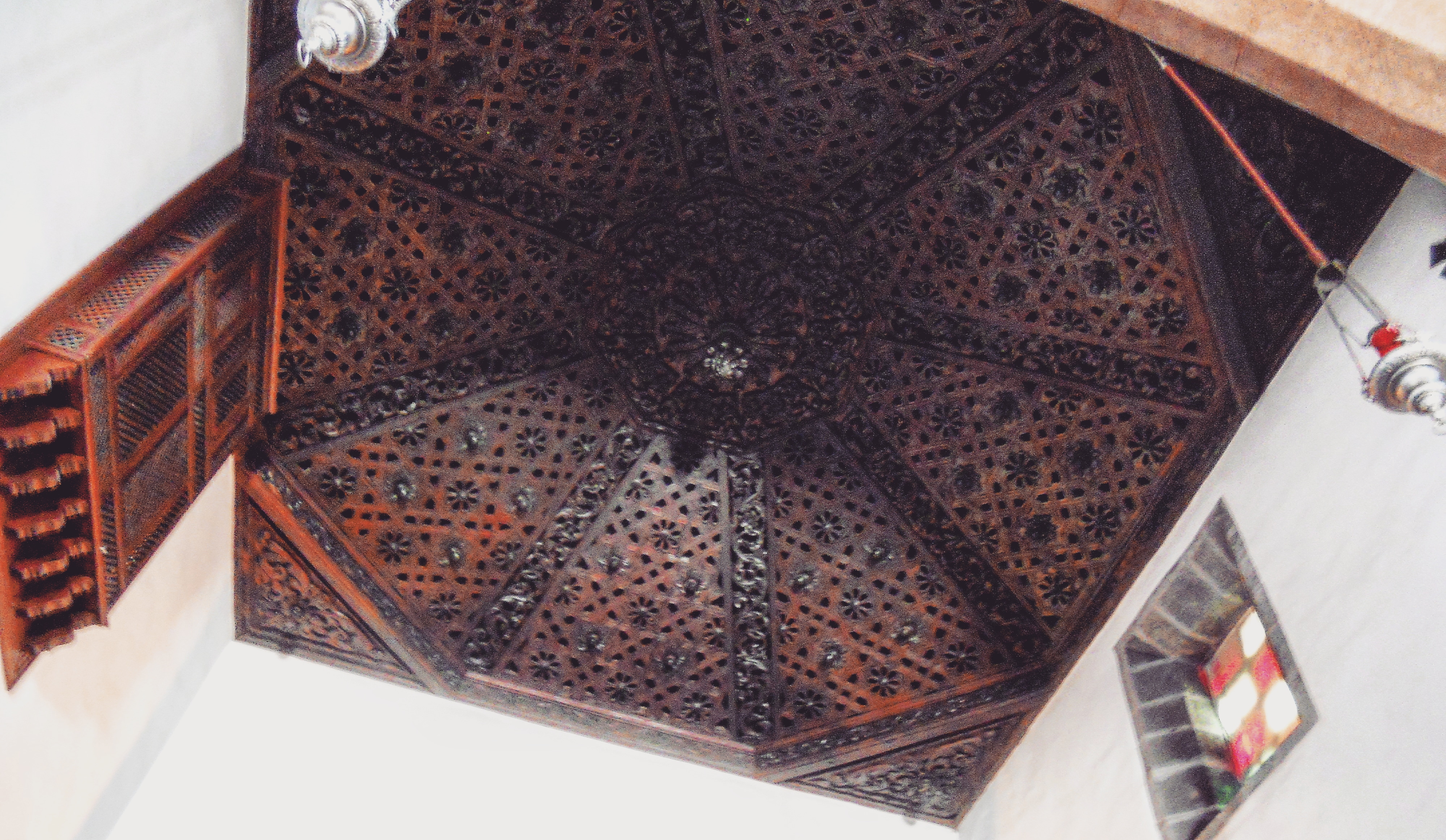
Techumbre.
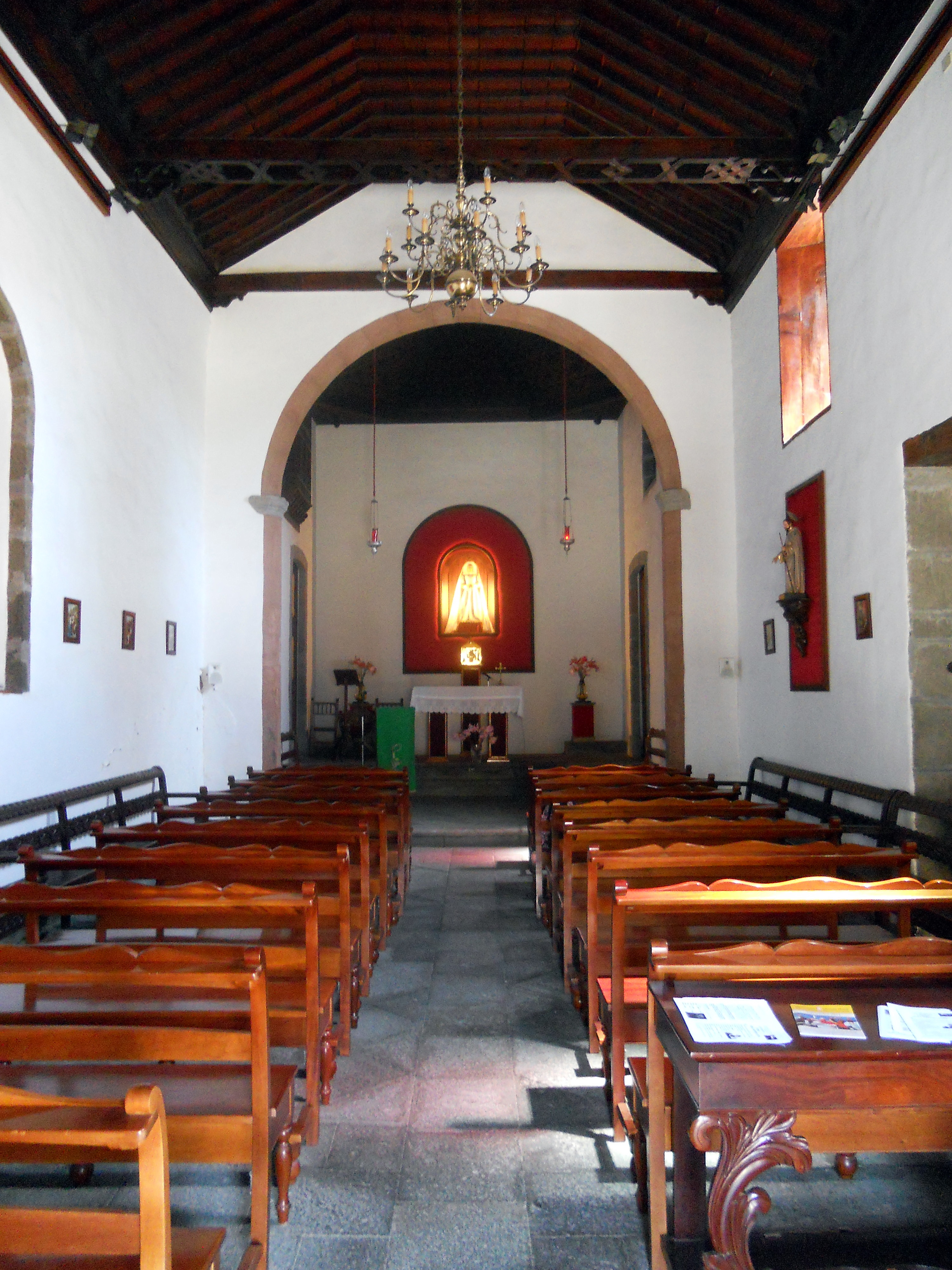
Interior de la Ermita.
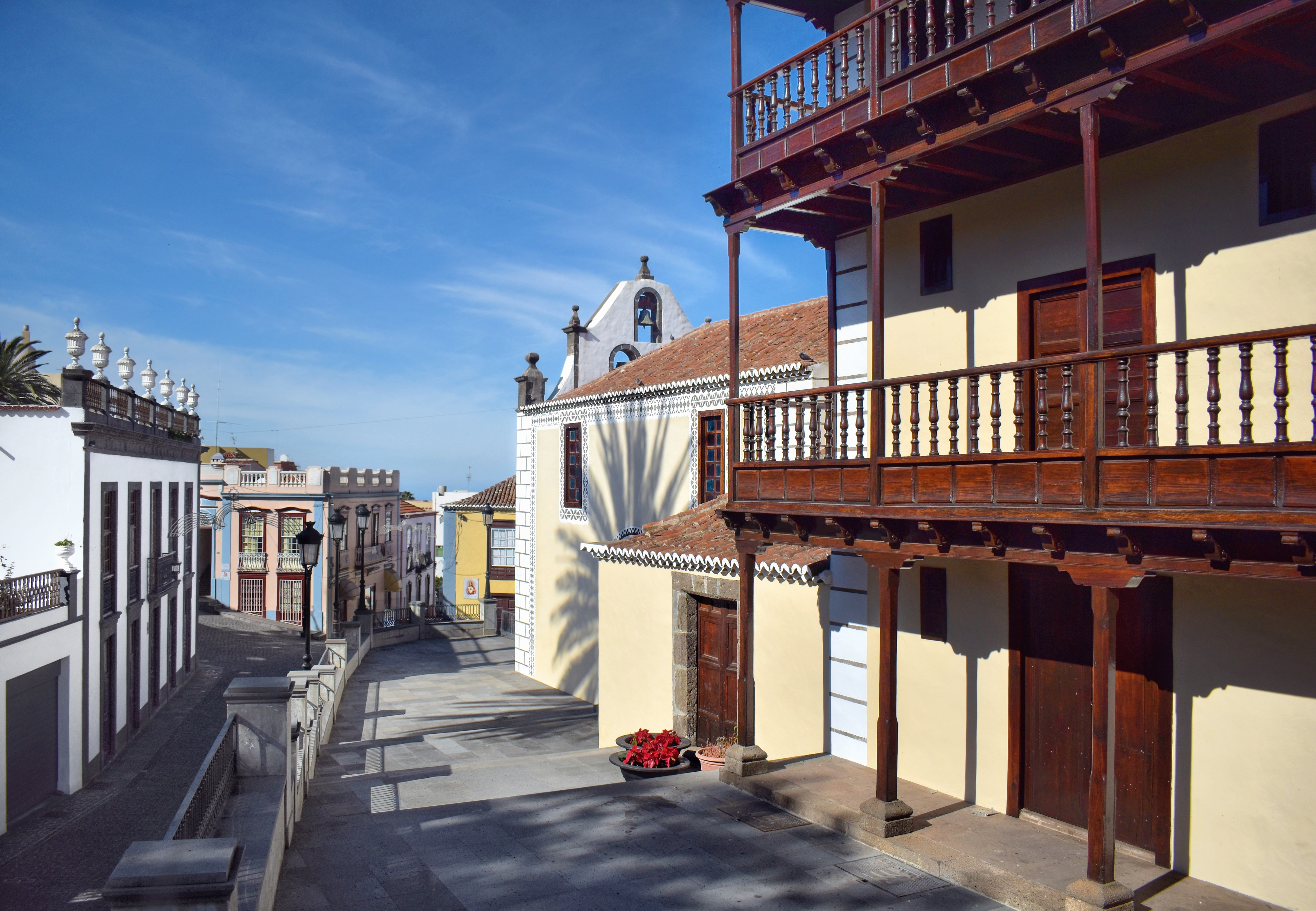
Balconada.
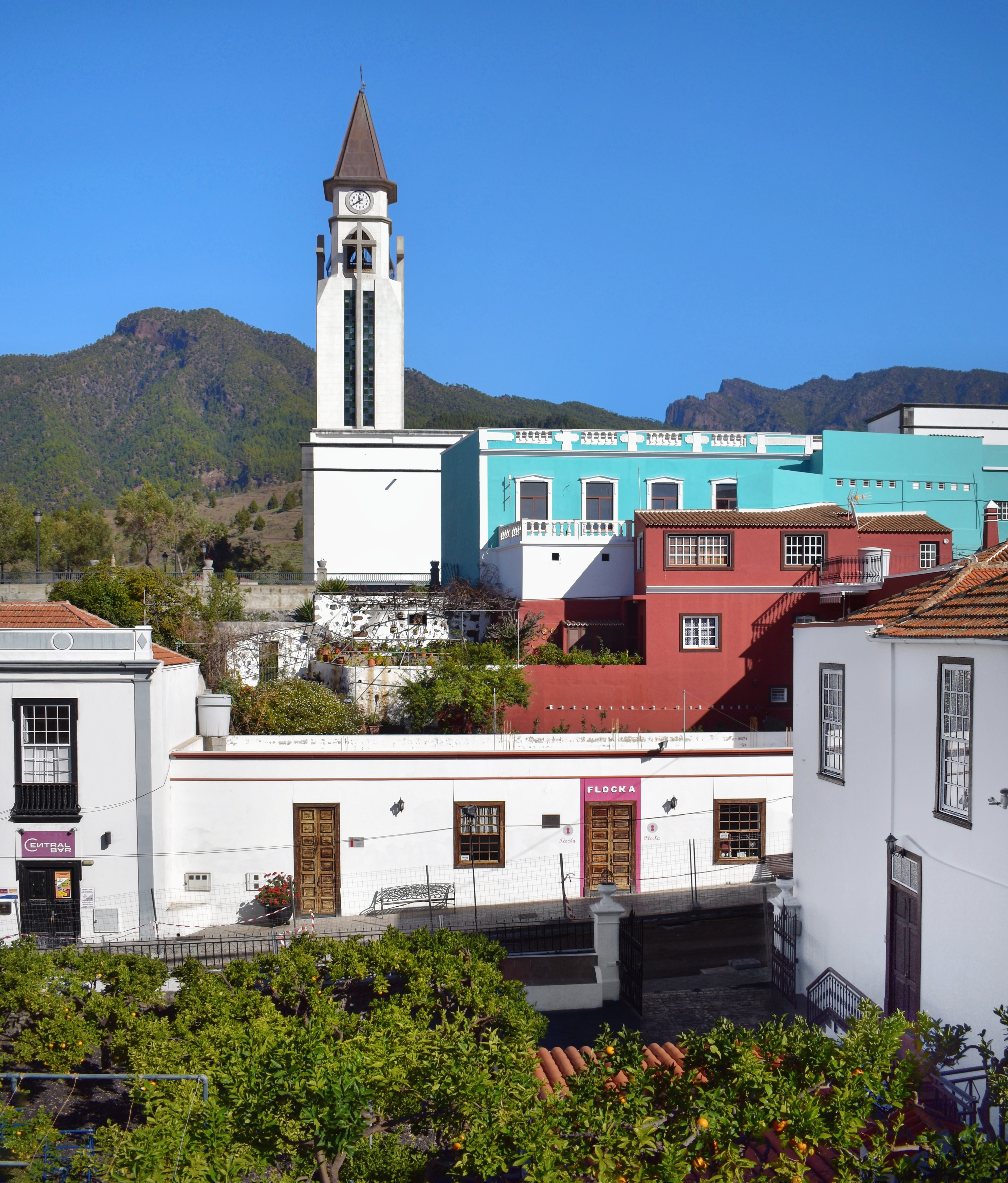
Vista de la nueva Iglesia de Nra. Sra. de Bonanza.
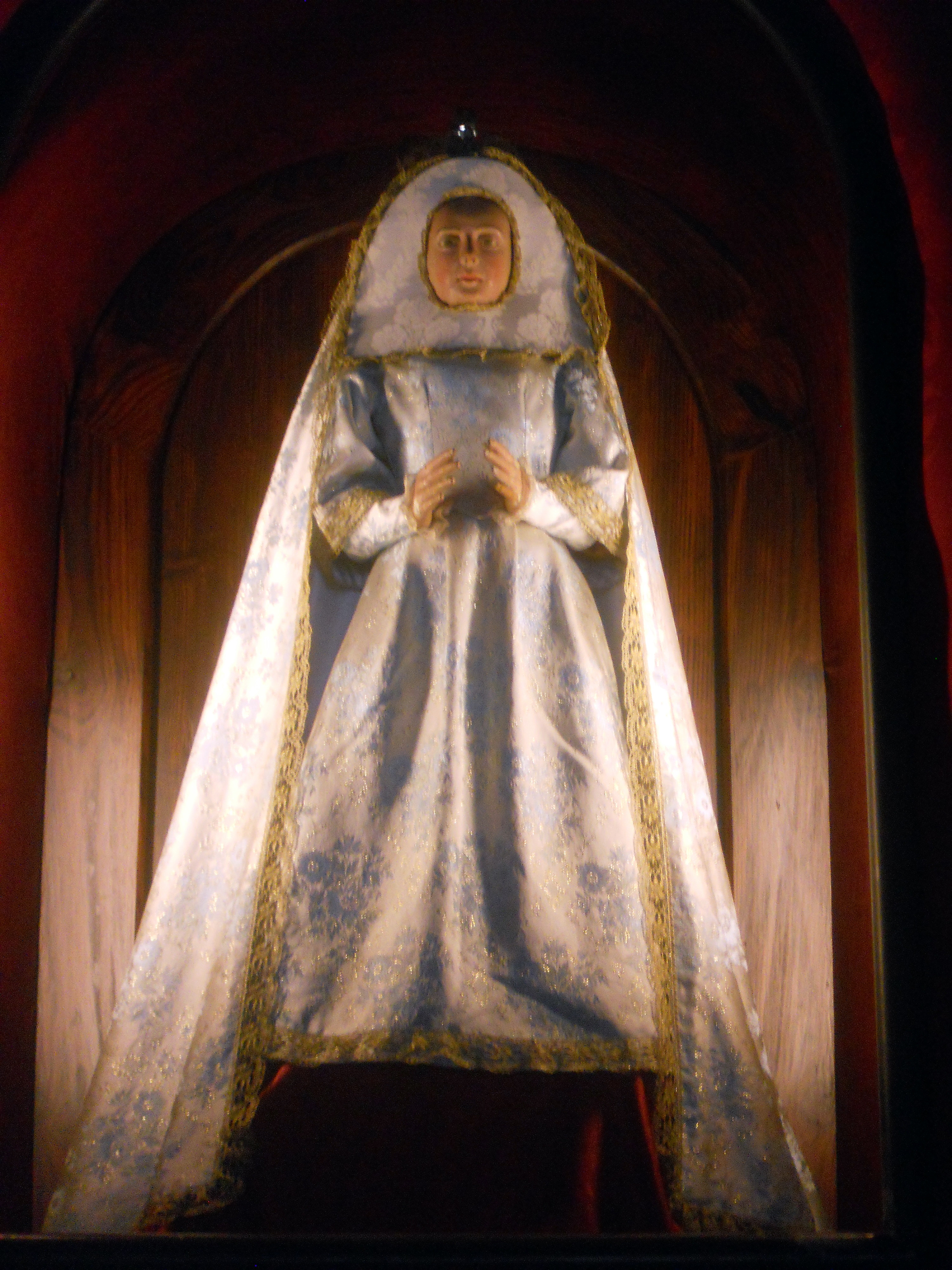
Imagen de Nuestra Señora de Bonanza.
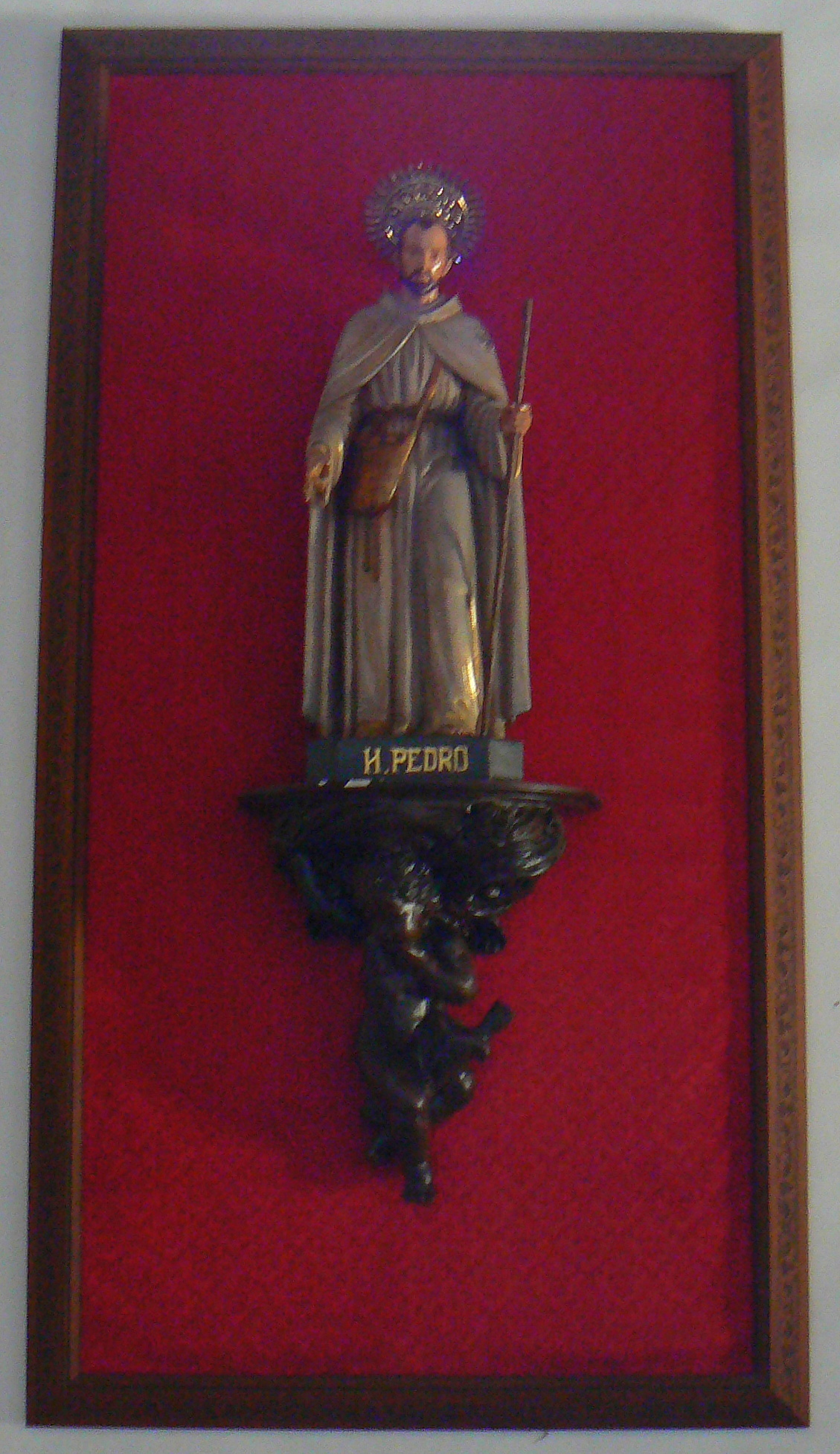
San Pedro de San José de Betancur, primer santo canario.